# Sluipvliegen
De sluipvliegen (Tachinidae) zijn een familie in de orde van de Diptera (tweevleugeligen), onderorde Brachycera (vliegen). Met bijna 10.000 beschreven soorten is deze familie een van de grotere vliegenfamilies. In Nederland komen 337 soorten voor.

## Kenmerken
De soorten kunnen onderling erg verschillen: sommige lijken veel op de gewone huisvlieg, anderen hebben oppervlakkig het uiterlijk van wespen of zweefvliegen. Deze insecten hebben een robuust, lang lichaam met een erg harig achterlijf, vooral aan de achterkant.

## Leefwijze
De volwassen vliegen voeden zich met honingdauw en nectar; de larven zijn altijd parasitair in de larven of poppen van vlinders, kevers, sprinkhanen en andere insecten.

## Voortplanting en ontwikkeling
Bij sommige soorten worden de eieren direct op het lichaam van de gastheer gelegd. De larfjes komen bijna onmiddellijk uit en boren zich naar binnen. Andere soorten leggen het ei via een wondje in het lichaam van de gastheer. Weer anderen leggen eieren van heel klein formaat en in enorme hoeveelheden op het substraat in de buurt van de gastheer. De eieren komen uit zodra de gastheer ze inslikt en de larfjes boren zich door de darmwand naar binnen.

## Verspreiding en leefgebied
Deze familie komt wereldwijd voor, waar ook een gastheer voorkomt.

## Nuttige en schadelijke soorten
Sluipvliegen zijn over het algemeen zeer nuttige insecten. Er zijn heel wat soorten die parasitoïde zijn van plaaginsecten en die daarom in biologische bestrijdingsprogramma's gebruikt worden. Enkele soorten zijn echter schadelijk en worden in India en andere Aziatische landen als een ware plaag van de zijdeproductie gezien, met name Exorista sorbillans  die zijderupsen belaagt.

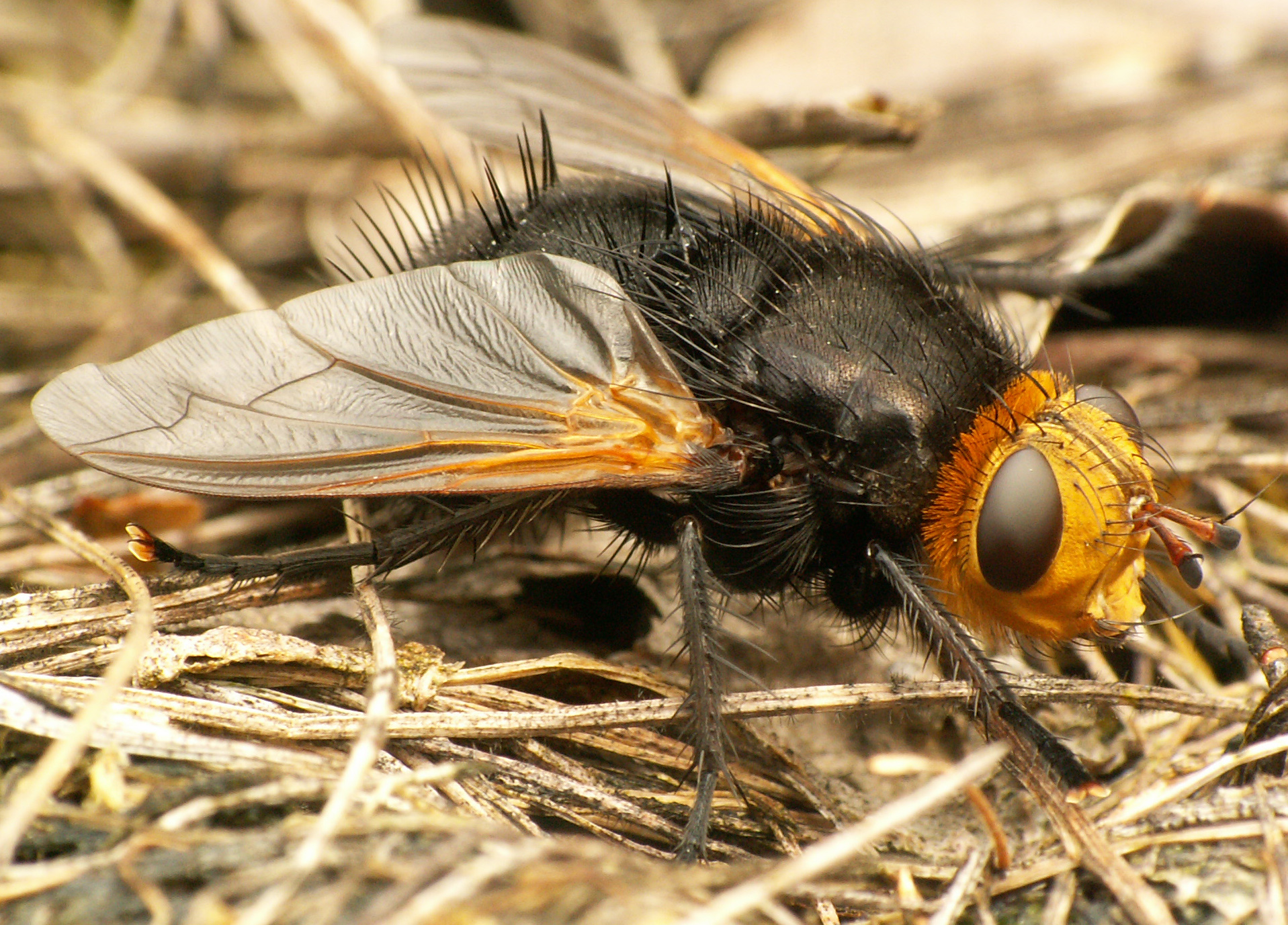
Stekelsluipvlieg Tachina grossa
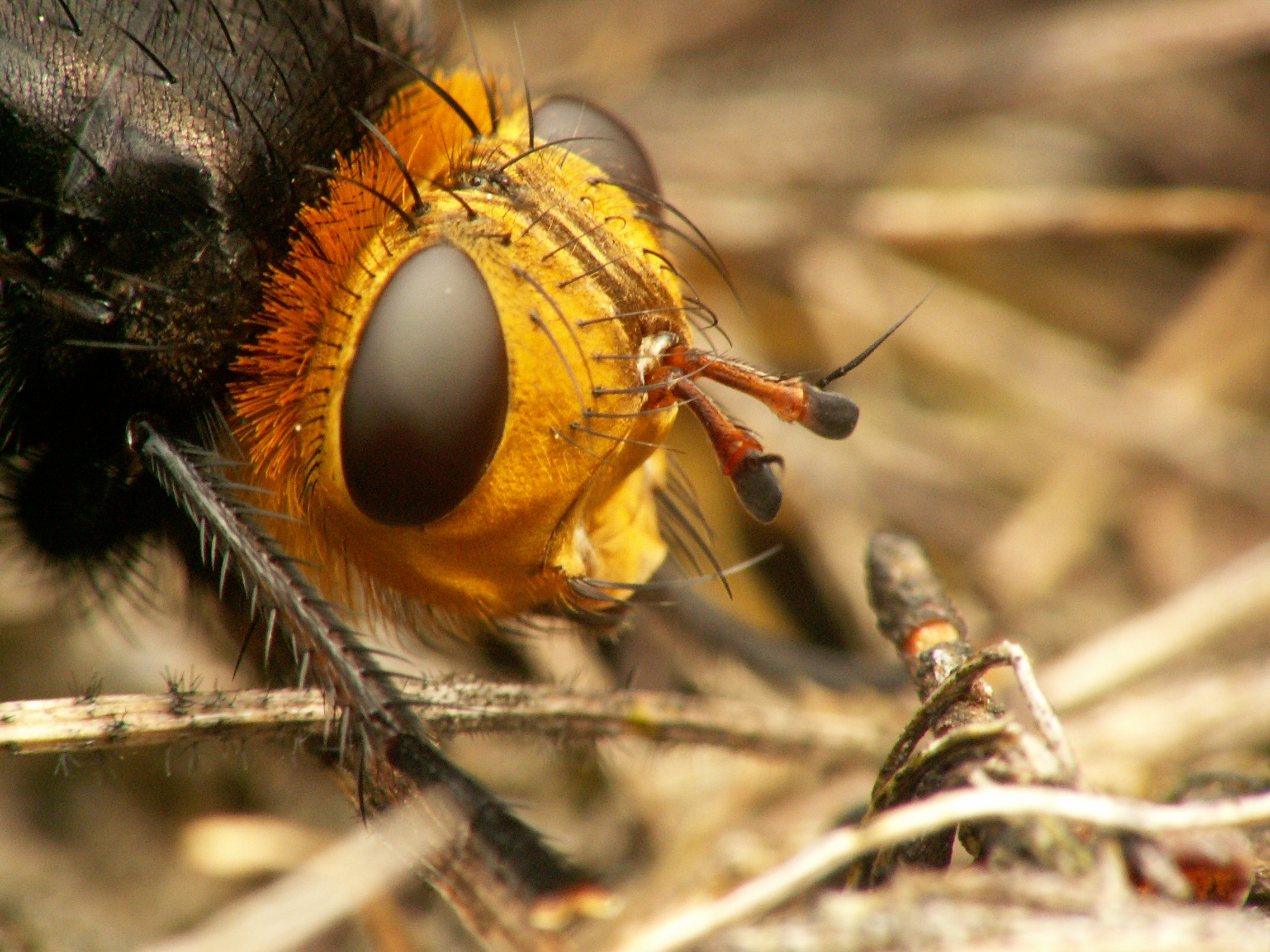
Kop, ocelli zichtbaar

## Geslachten
De per februari 2020 geregistreerde soorten van de familie behoren tot 1539 verschillende geslachten.

Sommige geslachten bestaan slechts uit 1 soort.

De  geslachten met gedefinieerde pagina staan hieronder vermeld met het aantal soorten tussen haakjes (indien reeds gedefinieerd).
- Abepalpus C.H. Townsend, 1931
- Abolodoria C.H. Townsend, 1934
- Acantholespesia Wood, 1987
- Acaulona van der Wulp, 1884
- Acemya Robineau-Desvoidy, 1830 (8)
- Acroceronia Cortés, 1951
- Acronacantha van der Wulp, 1891
- Actia Robineau-Desvoidy, 1830 (16)
- Actinochaeta Brauer & Bergenstamm, 1889
- Actinochaetopteryx Townsend, 1927
- Actinodoria Townsend, 1927
- Actinominthella Townsend, 1928
- Actinoplagia Blanchard, 1940
- Actinoprosopa Townsend, 1927
- Acuphoceropsis Blanchard, 1943
- Adejeania Townsend, 1913 (1)
- Adidyma Townsend, 1935
- Admontia Brauer & Bergenstamm, 1889 (19)
- Afrolixa Curran, 1939
- Afrosturmia Curran, 1927
- Agicuphocera Townsend, 1915
- Aglummyia Townsend, 1912
- Agrarialia Curran, 1934
- Aldrichiopa Guimarães, 1971
- Aldrichomyia Özdikmen, 2006
- Alexogloblinia Cortés, 1945
- Alpinoplagia Townsend, 1931
- Alsomyia Brauer & Bergenstamm, 1891 (2)
- Alsopsyche Brauer & Bergenstamm, 1891
- Altaia Malloch, 1938
- Allelomyia González, 1992
- Allophorocera Hendel, 1901 (17)
- Alloprosopaea Villeneuve, 1923
- Allosturmia Blanchard, 1958
- Allothelaira Villeneuve, 1915
- Amazohoughia Townsend, 1934
- Amblychaeta Aldrich, 1934
- Amelibaea Mesnil, 1955 (1)
- Amesiomima Mesnil, 1950
- Ametadoria Townsend, 1927
- Amicrotrichomma Townsend, 1927
- Amnonia Kugler, 1971
- Amphibolia Macquart, 1843
- Amphicestonia Villeneuve, 1939 (1)
- Amphitropesa Townsend, 1933
- Anacamptomyia Bischof, 1904
- Anadiscalia Curran, 1934
- Anadistichona Townsend, 1934
- Anaeudora Townsend, 1933
- Anagonia Brauer & Bergenstamm, 1891
- Anamastax Brauer & Bergenstamm, 1891
- Anametopochaeta Townsend, 1919
- Ancistrophora Schiner, 1865 (1)
- Andesimyia Brèthes, 1909
- Andicesa Koçak & Kemal, 2010
- Andinomyia Townsend, 1912
- Androsoma Cortés & Campos, 1971
- Anechuromyia Mesnil & Shima, 1979
- Anemorilla Townsend, 1915
- Aneogmena Brauer & Bergenstamm, 1891
- Anepalpus Townsend, 1931
- Angustia Sellers, 1943 (2)
- Anhangabahuia Townsend, 1931
- Anisia van der Wulp, 1890 (4)
- Anomalostomyia Cerretti & Barraclough, 2007
- Anoxynops Townsend, 1927 (1)
- Anthomyiopsis Townsend, 1916 (3)
- Antistasea Bischof, 1904
- Antistaseopsis Townsend, 1934
- Anurophylla Villeneuve, 1938
- Apalpostoma Malloch, 1930
- Apatemyia Macquart, 1846
- Aphantorhaphopsis  (6)
- Aphria Robineau-Desvoidy, 1830 (6)
- Aplomya Robineau-Desvoidy, 1830 (7)
- Aplomyodoria Townsend, 1928
- Aplomyopsis Townsend, 1927
- Apomorphomyia Crosskey, 1984
- Aporeomyia Pape & Shima, 1993
- Aprotheca Macquart, 1851
- Arama Richter, 1972
- Araucogonia Cortés, 1976
- Araucosimus Aldrich, 1934
- Arcona Richter, 1988
- Arctophyto  (14)
- Arctosoma Aldrich, 1934
- Archytas Jaennicke, 1867 (14)
- Archytoepalpus Townsend, 1927
- Argyrochaetona Townsend, 1919
- Argyromima Brauer & Bergenstamm, 1889
- Argyrophylax Brauer & Bergenstamm, 1889
- Argyrothelaira Townsend, 1916
- Aridalia Curran, 1934
- Arrhenomyza Malloch, 1929
- Arrhinactia Townsend, 1927
- Asetulia Malloch, 1938
- Asilidotachina Townsend, 1931
- Asseclamyia Reinhard, 1956 (1)
- Atacta Schiner, 1868 (2)
- Atactopsis Townsend, 1917 (1)
- Atactosturmia Townsend, 1915
- Ateloglossa Coquillett, 1899
- Ateloglutus Aldrich, 1934
- Athrycia Robineau-Desvoidy, 1830 (4)
- Atlantomyia Crosskey, 1977
- Atractocerops Townsend, 1916
- Atrichiopoda Townsend, 1931
- Atylomyia Brauer, 1898 (3)
- Atylostoma Brauer & Bergenstamm, 1889 (1)
- Aulacephala Macquart, 1851
- Austeniops Townsend, 1915
- Australotachina Curran, 1938
- Austromacquartia Townsend, 1934
- Austronilea Crosskey, 1967
- Austrophasiopsis Townsend, 1933
- Austrophorocera Townsend, 1916 (9)
- Austrophryno Townsend, 1916
- Austrophytomyptera Blanchard, 1962
- Avibrissia Malloch, 1932
- Avibrissina Malloch, 1932
- Avibrissosturmia Townsend, 1927
- Azygobothria Townsend, 1911
- Bactromyia Brauer & Bergenstamm, 1891 (1)
- Bactromyiella Mesnil, 1952
- Bahrettinia Özdikmen, 2007
- Balde Rice, 2005
- Bampura Tschorsnig, 1983
- Barychaeta Bezzi, 1906 (1)
- Bathydexia van der Wulp, 1891
- Baumhaueria Meigen, 1838 (3)
- Belida Robineau-Desvoidy, 1863 (5)
- Belvosia Robineau-Desvoidy, 1830 (19)
- Belvosiella Curran, 1934
- Belvosiomimops Townsend, 1935
- Bellina Robineau-Desvoidy, 1863
- Beskia Brauer & Bergenstamm, 1889 (1)
- Beskiocephala Townsend, 1916
- Beskioleskia Townsend, 1919
- Bessa Robineau-Desvoidy, 1863 (3)
- Besseria Robineau-Desvoidy, 1830 (10)
- Bezziomyiobia Baranov, 1938
- Bibiomima Brauer & Bergenstamm, 1889
- Billaea Robineau-Desvoidy, 1830 (22)
- Binghamimyia Townsend, 1919
- Biomeigenia Mesnil, 1961
- Bischofimyia Townsend, 1927
- Bithia Robineau-Desvoidy, 1863 (12)
- Blepharella Macquart, 1851
- Blepharellina Mesnil, 1952
- Blephariatacta Townsend, 1931
- Blepharipa Camillo Róndani, 1856 (4)
- Blepharomyia Brauer & Bergenstamm, 1889 (6)
- Blepharopoda Rondani, 1850
- Blondelia Robineau-Desvoidy, 1830 (9)
- Bogosia Rondani, 1873
- Bolbochaeta Bigot, 1885
- Bolohoughia Townsend, 1927
- Bombyliomyia Brauer & Bergenstamm, 1889 (1)
- Borgmeiermyia Townsend, 1935
- Bothria Rondani, 1856 (2)
- Bothrophora Schiner, 1868
- Botriopsis Townsend, 1928
- Bourquinia Blanchard, 1935
- Bracteola Richter, 1972
- Brachelia Robineau-Desvoidy, 1830
- Bracheliopsis van Emden, 1960
- Brachybelvosia Townsend, 1927
- Brachycnephalia Townsend, 1927
- Brachychaeta Rondani, 1861
- Brachychaetoides Mesnil, 1970
- Brachymasicera Townsend, 1911
- Brachymera Brauer & Bergenstamm, 1889 (2)
- Brasilomyia Özdikmen, 2010
- Brullaea Robineau-Desvoidy, 1863 (1)
- Buquetia Robineau-Desvoidy, 1847 (2)
- Cadurcia Villeneuve, 1926 (1)
- Cadurciella Villeneuve, 1927 (1)
- Caeniopsis Townsend, 1927
- Caenisomopsis Townsend, 1934
- Cahenia Verbeke, 1960
- Calcager Hutton, 1901
- Calcageria Curran, 1927
- Calocarcelia Townsend, 1927
- Calodexia van der Wulp, 1891
- Calohystricia Townsend, 1931
- Calolydella Townsend, 1927 (1)
- Calosia Malloch, 1938
- Calotachina Malloch, 1938
- Calozenillia Townsend, 1927 (1)
- Caltagironea Cortés & Campos, 1974
- Calyptromyia Villeneuve, 1915
- Calliethilla Shima, 1979
- Callotroxis Aldrich, 1929
- Camarona van der Wulp, 1891
- Camposiana Townsend, 1915
- Camposodes Cortés, 1967
- Camptophryno Townsend, 1927
- Campylia Malloch, 1938
- Campylocheta Rondani, 1859 (9)
- Cantrellius Barraclough, 1992
- Carbonilla Mesnil, 1974
- Carcelia Robineau-Desvoidy, 1830 (27)
- Carceliella Baranov, 1934
- Carcelimyia Mesnil, 1944
- Carcelina Mesnil, 1944 (1)
- Carceliocephala Townsend, 1934
- Carceliodoria Townsend, 1928
- Carmodymyia Thompson, 1968
- Casahuiria Townsend, 1919
- Catagonia Brauer & Bergenstamm, 1891 (1)
- Catagoniopsis  (3)
- Catajurinia Townsend, 1927
- Catapariprosopa Townsend, 1927
- Catena Richter, 1975
- Catharosia Rondani, 1868 (9)
- Cavalieria Villeneuve, 1908 (1)
- Cavillatrix Richter, 1986
- Celatoria Coquillett, 1890 (2)
- Ceracia Rondani, 1865 (2)
- Ceranthia  (7)
- Ceratochaetops Mesnil, 1970 (2)
- Ceratometopa Townsend, 1931
- Ceromasia Camillo Róndani, 1856 (4)
- Ceromasiopsis Townsend, 1927
- Ceromya Robineau-Desvoidy, 1830 (15)
- Cerotachina Arnaud, 1963
- Cesamorelosia Koçak & Kemal, 2010
- Cesapanama Koçak & Kemal, 2010
- Cesaperua Koçak & Kemal, 2010
- Cestonia Rondani, 1861 (2)
- Cestonionerva Villeneuve, 1929 (1)
- Cestonioptera Villeneuve, 1939
- Ciala Richter, 1976
- Cinochira Zetterstedt, 1845 (2)
- Cistogaster Latreille, 1829 (2)
- Clairvillia Robineau-Desvoidy, 1830 (5)
- Clastoneura Aldrich, 1934
- Clastoneuriopsis Reinhard, 1939 (1)
- Clausicella Rondani, 1856 (10)
- Clelimyia Herting, 1981
- Clemelis Robineau-Desvoidy, 1863 (5)
- Cleonice Robineau-Desvoidy, 1863 (7)
- Clinogaster van der Wulp, 1892
- Clytiomya Camillo Róndani, 1861 (4)
- Cnephalodes Townsend, 1911
- Cnephaotachina Brauer & Bergenstamm, 1895 (1)
- Cockerelliana Townsend, 1915 (1)
- Cololeskia Villeneuve, 1939
- Coloradomyia Arnaud, 1963 (1)
- Comatacta Coquillett, 1902
- Comops Aldrich, 1934
- Comopsis Cortés, 1986
- Compsilura Bouché, 1834 (1)
- Compsiluroides Mesnil, 1953
- Compsoptesis Villeneuve, 1915
- Comyops van der Wulp, 1891
- Comyopsis Townsend, 1919
- Conactia Townsend, 1927
- Conactiodoria Townsend, 1934
- Conogaster Brauer & Bergenstamm, 1891 (1)
- Conopomima Mesnil, 1978
- Copecrypta Townsend, 1908 (1)
- Coracomyia Aldrich, 1934
- Cordillerodexia Townsend, 1927
- Cordyligaster Macquart, 1844
- Corpulentoepalpus Townsend, 1927
- Corpulentosoma Townsend, 1914
- Corybantia Richter, 1986
- Coscaronia Cortés, 1979
- Cossidophaga Baranov, 1934
- Cowania Reinhard, 1952
- Crapivnicia Richter, 1995
- Crassicornia Kugler, 1980
- Crocinosoma Reinhard, 1947 (1)
- Croesoactia Townsend, 1927
- Crosskeya Shima & Chao, 1988
- Crypsina Brauer & Bergenstamm, 1889
- Cryptocladocera Bezzi, 1923
- Cryptomeigenia Brauer & Bergenstamm, 1891 (14)
- Cryptopalpus Camillo Róndani, 1850
- Ctenophorinia Mesnil, 1963
- Cubaemyiopsis Thompson, 1963
- Cucuba Richter, 2008
- Cuparymyia Townsend, 1934
- Currana Özdikmen, 2007
- Cyanogymnomma Townsend, 1927
- Cyanoleskia Mesnil, 1978
- Cyanopsis Townsend, 1917
- Cylindromasicera Townsend, 1915
- Cylindromyia Meigen, 1803 (34)
- Cylindrophasia Townsend, 1916
- Cyosoprocta Reinhard, 1952
- Cyrtocladia van Emden, 1947
- Cyrtophleba Camillo Róndani, 1856 (5)
- Cyzenis Robineau-Desvoidy, 1863 (6)
- Chaetexorista Brauer & Bergenstamm, 1895 (1)
- Chaetocallirrhoe Townsend, 1935
- Chaetocnephalia Townsend, 1915
- Chaetocrania Townsend, 1915 (1)
- Chaetocraniopsis Townsend, 1915
- Chaetodemoticus Brauer & Bergenstamm, 1891
- Chaetodexia Mesnil, 1976
- Chaetodoria Townsend, 1927
- Chaetoepalpus Vimmer & Soukup, 1940
- Chaetogaedia Brauer & Bergenstamm, 1891 (7)
- Chaetoglossa Townsend, 1892 (2)
- Chaetogyne Brauer & Bergenstamm, 1889
- Chaetolixophaga Blanchard, 1940
- Chaetona van der Wulp, 1891
- Chaetonodexodes Townsend, 1916 (1)
- Chaetonopsis Townsend, 1915 (1)
- Chaetophlepsis  (11)
- Chaetophorocera Townsend, 1912
- Chaetophthalmus Brauer & Bergenstamm, 1891
- Chaetoplagia Coquillett, 1895 (1)
- Chaetopletha Malloch, 1938
- Chaetoria Becker, 1908 (1)
- Chaetosisyrops Townsend, 1912
- Chaetostigmoptera Townsend, 1916 (5)
- Chaetosturmia Villeneuve, 1915
- Chaetotheresia Townsend, 1931
- Chaetovoria Villeneuve, 1920 (1)
- Chaetoxynops Townsend, 1928
- Charapozelia Townsend, 1927
- Charitella Mesnil, 1957
- Chesippus Reinhard, 1967 (1)
- Chetina Rondani, 1856 (1)
- Chetogaster Macquart, 1851
- Chetogena Rondani, 1856 (26)
- Chetoptilia Rondani, 1862 (1)
- Chiloclista Townsend, 1931
- Chiloepalpus Townsend, 1927
- Chiricahuia Townsend, 1918 (1)
- Chlorogastropsis Townsend, 1926
- Chlorohystricia Townsend, 1927 (1)
- Chlorolydella Townsend, 1933
- Chloropales Mesnil, 1950
- Chlorotachina Townsend, 1915
- Choeteprosopa Macquart, 1851
- Cholomyia Bigot, 1884 (1)
- Chromatocera Townsend, 1915
- Chromatophania Brauer & Bergenstamm, 1889
- Chromoepalpus Townsend, 1914
- Chryserycia Mesnil, 1977
- Chrysoexorista Townsend, 1915 (5)
- Chrysohoughia Townsend, 1935
- Chrysometopiops Townsend, 1916
- Chrysomikia Mesnil, 1970
- Chrysopasta Brauer & Bergenstamm, 1889
- Chrysophryno Townsend, 1927
- Chrysophryxe Sellers, 1943
- Chrysosomopsis Townsend, 1916 (1)
- Chrysosturmia Townsend, 1916
- Chrysotachina Brauer & Bergenstamm, 1889 (2)
- Chrysotryphera Townsend, 1935
- Chyuluella van Emden, 1960
- Daetaleus Aldrich, 1928
- Dallasimyia Blanchard, 1944
- Dasyuromyia Bigot, 1885
- Datvia Richter, 1972
- Degeeriopsis Mesnil, 1953
- Dejeania Robineau-Desvoidy, 1830
- Dejeaniops Townsend, 1913
- Dejeniopalpus Townsend, 1916
- Deloblepharis Aldrich, 1934
- Deltoceromyia Townsend, 1931
- Deltomyza Malloch, 1931
- Demoticoides Mesnil, 1953
- Demoticus Macquart, 1854 (3)
- Deopalpus Townsend, 1908 (11)
- Desantisodes Cortés, 1973
- Descampsina Mesnil, 1956
- Dexia Meigen, 1826 (3)
- Dexiomera Curran, 1933
- Dexiomimops Townsend, 1926
- Dexiosoma Rondani, 1856 (1)
- Dexodomintho Townsend, 1935
- Diaphanomyia Townsend, 1917
- Diaphoropeza Townsend, 1908
- Diaprochaeta Mesnil, 1970
- Diaughia Perty, 1833
- Dicarca Richter, 1993
- Dichocera Williston, 1895 (7)
- Diglossocera van der Wulp, 1895
- Dinera Robineau-Desvoidy, 1830 (3)
- Dionaea Robineau-Desvoidy, 1830 (3)
- Dionomelia Kugler, 1978 (1)
- Diotrephes Reinhard, 1964
- Diplopota Bezzi, 1918
- Diplostichus  (3)
- Dischotrichia Cortés, 1944
- Distichona van der Wulp, 1890 (3)
- Doleschalla Walker, 1861
- Dolichocnephalia Townsend, 1915
- Dolichocodia Townsend, 1908 (2)
- Dolichocolon Brauer & Bergenstamm, 1889 (1)
- Dolichocoxys Townsend, 1927
- Dolichodinera Townsend, 1935
- Dolichogonia Townsend, 1915
- Dolichopalpellus Townsend, 1927
- Dolichopodomintho Townsend, 1927
- Dolichostoma Townsend, 1912
- Dolichotarsina Mesnil, 1977
- Dolichotarsus Brooks, 1945 (3)
- Doliolomyia Reinhard, 1974
- Doriella Townsend, 1931
- Drepanoglossa Townsend, 1891 (3)
- Drino Robineau-Desvoidy, 1863 (15)
- Drinomyia Mesnil, 1962
- Dufouria Robineau-Desvoidy, 1830 (4)
- Dumerillia Robineau-Desvoidy, 1830
- Ebenia Macquart, 1846
- Ectophasia Townsend, 1912 (3)
- Ectophasiopsis Townsend, 1915
- Ecuadorana Townsend, 1912
- Echinodexia Brauer & Bergenstamm, 1893
- Echinopyrrhosia Townsend, 1914
- Echinopyrrhosiops Townsend, 1931
- Edwynia Aldrich, 1930
- Effusimentum Barraclough, 1992
- Egameigenia Townsend, 1927
- Eggonia Brauer & Bergenstamm, 1893
- Eleodiphaga Walton, 1918 (3)
- Eleuthromyia Reinhard, 1964
- Elfriedella Mesnil, 1957
- Eliozeta Rondani, 1856 (2)
- Eloceria Robineau-Desvoidy, 1863 (1)
- Elodia Robineau-Desvoidy, 1863 (3)
- Elodimyia Mesnil, 1952
- Elomya Robineau-Desvoidy, 1830 (1)
- Embiomyia Aldrich, 1934
- Empheremyia Bischof, 1904
- Empheremyiops Townsend, 1927
- Emporomyia Brauer & Bergenstamm, 1891 (1)
- Enchomyia Aldrich, 1934
- Engeddia Kugler, 1977 (2)
- Enrogalia Reinhard, 1964 (1)
- Entomophaga Lioy, 1864 (3)
- Eoacemyia Townsend, 1926
- Eomedina Mesnil, 1960
- Eomeigenielloides Reinhard, 1974
- Eophyllophila Townsend, 1926
- Eozenillia Townsend, 1926
- Epalpellus Townsend, 1914
- Epalpodes Townsend, 1912
- Epalpus Rondani, 1850 (3)
- Epicampocera Macquart, 1849 (1)
- Epicoronimyia Blanchard, 1940
- Epicuphocera Townsend, 1927
- Epigrimyia Townsend, 1891 (2)
- Epiphanocera Townsend, 1915
- Epiplagiops Blanchard, 1943
- Erebiomima Mesnil, 1953
- Eribella Mesnil, 1960 (2)
- Eriothrix Meigen, 1803 (10)
- Eristaliomyia Townsend, 1926
- Ernestia  (5)
- Ernestiopsis Townsend, 1931
- Erviopsis Townsend, 1934
- Erycesta Herting, 1967 (1)
- Erycia Robineau-Desvoidy, 1830 (4)
- Erynnia Robineau-Desvoidy, 1830 (5)
- Erynniola Mesnil, 1977
- Erynniopsis Townsend, 1926 (1)
- Erythroargyrops Townsend, 1917
- Erythrocera Robineau-Desvoidy, 1849 (1)
- Erythroepalpus Townsend, 1931
- Erythromelana Townsend, 1919
- Erythronychia Brauer & Bergenstamm, 1891
- Estheria Robineau-Desvoidy, 1830 (12)
- Ethilla Robineau-Desvoidy, 1863 (1)
- Ethylloides Verbeke, 1970
- Etroga Richter, 1995
- Euacaulona Townsend, 1908
- Euanisia Blanchard, 1947
- Euantha van der Wulp, 1885 (1)
- Euanthoides Townsend, 1931
- Eubischofimyia Townsend, 1927
- Eucelatoria Townsend, 1909 (11)
- Euceromasia Townsend, 1912 (5)
- Euclytia Townsend, 1908 (1)
- Eucnephalia Townsend, 1892 (1)
- Eucoronimyia Townsend, 1908 (1)
- Eucorpulentosoma Townsend, 1914
- Euchaetogyne Townsend, 1908 (1)
- Eucheirophaga James, 1945
- Eudejeania Townsend, 1912
- Eudexia Brauer & Bergenstamm, 1889
- Euempheremyia Townsend, 1927
- Euepalpodes Townsend, 1915
- Euepalpus Townsend, 1908
- Euexorista Townsend, 1912 (2)
- Eufabriciopsis Townsend, 1915
- Eugaediopsis Townsend, 1916
- Eugymnopeza Townsend, 1933 (1)
- Euhalidaya Walton, 1914
- Euhuascaraya Townsend, 1927
- Euhygia Mesnil, 1960
- Euhystricia Townsend, 1914
- Eujuriniodes Townsend, 1935
- Eulabidogaster Belanovsky, 1951 (1)
- Eulasiona Townsend, 1892 (8)
- Eulasiopalpus Townsend, 1913
- Eulobomyia Woodley & Arnaud, 2008
- Euloewiodoria Townsend, 1927
- Euloewiopsis Townsend, 1917
- Eumacrohoughia Townsend, 1927
- Eumachaeraea Townsend, 1927
- Eumasicera  (4)
- Eumea Robineau-Desvoidy, 1863 (2)
- Eumeella Mesnil, 1939 (1)
- Eumegaparia Townsend, 1908 (1)
- Eumelanepalpus Townsend, 1915
- Eunemorilla Townsend, 1919 (5)
- Euoestrophasia Townsend, 1892
- Euoestropsis Townsend, 1913
- Euphasiopteryx  (4)
- Eupododexia Villeneuve, 1915
- Euptilomyia Townsend, 1939
- Euptilopareia Townsend, 1916 (2)
- Eurithia Robineau-Desvoidy, 1844 (14)
- Eurygastropsis Townsend, 1916
- Eurysthaea Robineau-Desvoidy, 1863 (1)
- Eurythemyia Reinhard, 1967
- Eusaundersiops Townsend, 1915
- Euscopolia Townsend, 1892 (1)
- Euscopoliopteryx Townsend, 1917
- Eustacomyia Malloch, 1927
- Eutelothyria Townsend, 1931
- Euthelaira Townsend, 1912
- Euthelyconychia Townsend, 1927
- Euthera Loew, 1866 (4)
- Euthyprosopiella Blanchard, 1963
- Eutrichophora Townsend, 1915
- Eutrichopoda Townsend, 1908
- Eutrichopodopsis Blanchard, 1966
- Eutrixa Coquillett, 1897 (2)
- Eutrixoides Walton, 1913
- Eutrixopsis Townsend, 1919
- Euvespivora Baranov, 1942
- Euwinthemia Blanchard, 1963
- Everestiomyia Townsend, 1933
- Evidomyia Reinhard, 1958 (1)
- Exechopalpus Macquart, 1847
- Exodexia Townsend, 1927
- Exoernestia Townsend, 1927
- Exopalpus Macquart, 1851
- Exorista Meigen, 1803 (24)
- Exoristoides Coquillett, 1897
- Fabriciopsis Townsend, 1914
- Fasslomyia Townsend, 1931
- Fausta Robineau-Desvoidy, 1830 (1)
- Feriola Mesnil, 1957
- Fischeria Robineau-Desvoidy, 1830 (1)
- Flavicorniculum Chao & Shi, 1981
- Floradalia Thompson, 1963
- Formicomyia Townsend, 1916
- Formicophania Townsend, 1916
- Formodexia Crosskey, 1973
- Formosia Guérin-Méneville, 1843
- Freraea Robineau-Desvoidy, 1830 (1)
- Froggattimyia Townsend, 1916
- Frontina Meigen, 1838 (1)
- Frontiniella Townsend, 1918 (10)
- Frontocnephalia Townsend, 1916
- Frontodexia Mesnil, 1976
- Gaedia Meigen, 1838 (3)
- Gaediophanopsis Blanchard, 1954
- Gaediopsis Brauer & Bergenstamm, 1891 (9)
- Gaedioxenis Townsend, 1943
- Galapagosia Curran, 1934
- Galsania Richter, 1993
- Ganopleuron Aldrich, 1934
- Ganoproctus Aldrich, 1934
- Gastrolepta Rondani, 1862 (1)
- Gastroptilops Mesnil, 1957
- Gemursa Barraclough, 1992
- Genea Camillo Róndani, 1850 (6)
- Geneodes Townsend, 1934
- Genotrichia Malloch, 1938
- Geraldia Malloch, 1930
- Germaria Robineau-Desvoidy, 1830 (5)
- Germariochaeta Villeneuve, 1937
- Germariopsis Townsend, 1915
- Gerocyptera Townsend, 1916
- Gigamyiopsis Reinhard, 1964
- Gigantoepalpus Townsend, 1913
- Ginglymia Townsend, 1892 (3)
- Glaurocara Thomson, 1869
- Glossidionophora Bigot, 1885
- Gnadochaeta Macquart, 1851
- Gonatorrhina Röder, 1886
- Gonia Meigen, 1803 (42)
- Goniocera Brauer & Bergenstamm, 1891 (4)
- Goniochaeta Townsend, 1891 (2)
- Goniophthalmus Villeneuve, 1910
- Gonistylum Macquart, 1851
- Gonzalezodoria Cortés, 1967
- Gracilicera Miller, 1945
- Graphia van der Wulp, 1885
- Graphogaster Rondani, 1868 (21)
- Graphotachina Malloch, 1938
- Guerinia  (3)
- Gueriniopsis Reinhard, 1943 (1)
- Gymnocarcelia Townsend, 1919 (3)
- Gymnoclytia Brauer & Bergenstamm, 1893 (7)
- Gymnochaetopsis Townsend, 1914
- Gymnocheta Robineau-Desvoidy, 1830 (6)
- Gymnoglossa Mik, 1898 (1)
- Gymnomacquartia Mesnil & Shima, 1978
- Gymnomma van der Wulp, 1888
- Gymnommopsis Townsend, 1927
- Gymnophryxe Villeneuve, 1922 (2)
- Gymnosoma Meigen, 1803 (19)
- Gynandromyia Bezzi, 1923
- Halidaia Egger, 1856
- Hamaxia Walker, 1860
- Hamaxiella Mesnil, 1967
- Hapalioloemus Baranov, 1934
- Haracca Richter, 1995
- Harrisia Robineau-Desvoidy, 1830
- Hasmica Richter, 1972
- Haywardiamyia Blanchard, 1955
- Hebia Robineau-Desvoidy, 1830 (1)
- Hegesinus Reinhard, 1964
- Heliaea Curran, 1934
- Heliconiophaga Thompson, 1966
- Heliodorus Reinhard, 1964 (2)
- Helioprosopa Townsend, 1927
- Hemimacquartia Brauer & Bergenstamm, 1893 (1)
- Hemisturmia Townsend, 1927 (2)
- Hemisturmiella Guimarães, 1983
- Hemiwinthemia Villeneuve, 1938
- Hemyda Robineau-Desvoidy, 1830 (3)
- Heraultia Villeneuve, 1920 (1)
- Hermya Robineau-Desvoidy, 1830
- Hesperomyia Brauer & Bergenstamm, 1889 (2)
- Heteria Malloch, 1930
- Heterometopia Macquart, 1846
- Hillomyia Crosskey, 1973
- Hineomyia Townsend, 1916 (1)
- Homalactia Townsend, 1915
- Homogenia van der Wulp, 1892
- Homohypochaeta Townsend, 1927
- Homosaundersia Townsend, 1931
- Homosaundersiops Townsend, 1931
- Homotrixa Villeneuve, 1914
- Houghia Coquillett, 1897 (1)
- Huascarayopsis Townsend, 1927
- Huascarodexia Townsend, 1919
- Hubneria Robineau-Desvoidy, 1848 (1)
- Huttonobesseria Curran, 1927
- Hyadesimyia Bigot, 1888
- Hyalurgus Brauer & Bergenstamm, 1893 (6)
- Hygiella Mesnil, 1957
- Hyleorus Aldrich, 1926 (2)
- Hyosoma Aldrich, 1934
- Hyperaea Robineau-Desvoidy, 1863 (3)
- Hypersara Villeneuve, 1935
- Hypertrophocera Townsend, 1891 (2)
- Hypertrophomma Townsend, 1915 (1)
- Hyphantrophaga Townsend, 1892 (10)
- Hypochaetopsis Townsend, 1915
- Hypodoria Townsend, 1927
- Hypohoughia Townsend, 1927
- Hypoproxynops Townsend, 1927
- Hypovoria Villeneuve, 1912 (4)
- Hypsomyia Cortés, 1983
- Hystricephala Macquart, 1846
- Hystricia Macquart, 1844 (1)
- Hystriciella Townsend, 1915
- Hystricovoria Townsend, 1928
- Hystrichodexia Röder, 1886
- Hystriomyia Portschinsky, 1881
- Hystrysyphona Bigot, 1859
- Icelia Robineau-Desvoidy, 1830
- Iceliopsis Guimarães, 1976
- Iconofrontina Townsend, 1931
- Ictericodexia Townsend, 1934
- Igneomyia Mesnil, 1950
- Imitomyia Townsend, 1912 (1)
- Impeccantia Reinhard, 1961 (1)
- Incamyia Townsend, 1912
- Incamyiopsis Townsend, 1919
- Intrapales Villeneuve, 1938
- Irengia Townsend, 1935
- Isafarus Richter, 1976
- Ischyrophaga Townsend, 1915
- Isidotus Reinhard, 1962 (1)
- Isochaetina Mesnil, 1950
- Isopexopsis Sun & Chao, 1994
- Isosturmia Townsend, 1927
- Istocheta Rondani, 1859 (8)
- Itacnephalia Townsend, 1927
- Itacuphocera Townsend, 1927
- Italispidea Townsend, 1927
- Italydella Townsend, 1927
- Itamintho Townsend, 1931
- Itaplectops Townsend, 1927
- Itasaundersia Townsend, 1927
- Itasturmia Townsend, 1927
- Itavoria Townsend, 1931
- Itaxanthomelana Townsend, 1927
- Iteuthelaira Townsend, 1927
- Jamacaria Curran, 1928
- Janthinomyia Brauer & Bergenstamm, 1893
- Jurinella Brauer & Bergenstamm, 1889 (1)
- Jurinia Robineau-Desvoidy, 1830
- Juriniopsis Townsend, 1916 (3)
- Juriniosoma Townsend, 1927
- Jurinodexia Townsend, 1915
- Kaiseriola Mesnil, 1970
- Kallisomyia Borisova, 1964
- Kambaitimyia Mesnil, 1953
- Kinangopana van Emden, 1960
- Kiniatiliops Mesnil, 1955
- Kiniatilla Villeneuve, 1938
- Kirbya Robineau-Desvoidy, 1830 (7)
- Klugia Robineau-Desvoidy, 1863 (1)
- Koralliomyia Mesnil, 1950
- Kuwanimyia Townsend, 1916
- Labigastera Macquart, 1834 (4)
- Lafuentemyia Marnef, 1965
- Lambrusca Richter, 1998 (1)
- Lasiona van der Wulp, 1890
- Lasiopales Villeneuve, 1922
- Lasiopalpus Macquart, 1847
- Latiginella Villeneuve, 1936
- Laufferiella Villeneuve, 1929
- Lecanipa Rondani, 1859 (2)
- Leiophora Robineau-Desvoidy, 1863 (1)
- Leptidosophia Townsend, 1931
- Leptodexia Townsend, 1919
- Leptomacquartia Townsend, 1919
- Leptostylum Macquart, 1851
- Leptothelaira Mesnil & Shima, 1979
- Leschenaultia Robineau-Desvoidy, 1830 (10)
- Leskia Robineau-Desvoidy, 1830 (5)
- Leskiola Mesnil, 1957
- Leskiolydella Townsend, 1927
- Leskiopsis Townsend, 1916 (1)
- Lespesia Robineau-Desvoidy, 1863 (31)
- Leucocarcelia Villeneuve, 1921
- Leucostoma Meigen, 1803 (20)
- Leverella Baranov, 1934
- Ligeria Robineau-Desvoidy, 1863 (3)
- Ligeriella Mesnil, 1961 (1)
- Lindigepalpus Townsend, 1931
- Lindigia Townsend, 1931
- Lindneriola Mesnil, 1959
- Linnaemya Robineau-Desvoidy, 1830 (28)
- Lissoglossa Villeneuve, 1912
- Litophasia Girschner, 1887 (1)
- Lixadmontia Wood & Cave, 2006
- Lixophaga Townsend, 1908 (16)
- Loewia Egger, 1856 (11)
- Lomachantha Rondani, 1859 (1)
- Lophosia Meigen, 1824 (1)
- Lophosiosoma Mesnil, 1973
- Lubutana Villeneuve, 1938
- Lydella Robineau-Desvoidy, 1830 (8)
- Lydellina Villeneuve, 1916
- Lydellothelaira Townsend, 1919
- Lydina Robineau-Desvoidy, 1830 (4)
- Lydinolydella Townsend, 1927
- Lygaeomyia Aldrich, 1934
- Lypha Robineau-Desvoidy, 1830 (18)
- Lyphosia Mesnil, 1957
- Macquartia Robineau-Desvoidy, 1830 (16)
- Macrochloria Malloch, 1929
- Macrohoughia Townsend, 1927
- Macrohoughiopsis Townsend, 1927
- Macrojurinia Townsend, 1916
- Macrometopa Brauer & Bergenstamm, 1889
- Macromya Robineau-Desvoidy, 1830 (1)
- Macroprosopa Brauer & Bergenstamm, 1889 (1)
- Mactomyia Reinhard, 1958 (1)
- Maculosalia Mesnil, 1946
- Madremyia Townsend, 1916 (2)
- Magripa Richter, 1988
- Mahauiella Toma, 2003
- Malayia Malloch, 1926
- Mallochomacquartia Townsend, 1934
- Manola Richter, 1982
- Manteomasiphya Guimarães, 1966
- Marnefia Cortés, 1982
- Marshallomyia van Emden, 1960
- Masicera Macquart, 1834 (3)
- Masiphya Brauer & Bergenstamm, 1891 (4)
- Masiphyoidea Thompson, 1963
- Masistyloides Mesnil, 1963
- Masistylum Brauer & Bergenstamm, 1893 (2)
- Mastigiomyia Reinhard, 1964
- Matucania Townsend, 1919
- Mauritiodoria Townsend, 1932
- Mauromyia Coquillett, 1897 (2)
- Mayodistichona Townsend, 1928
- Mayoschizocera Townsend, 1927
- Medina Robineau-Desvoidy, 1830 (7)
- Medinella Dugdale, 1969
- Medinodexia Townsend, 1927
- Medinomyia Mesnil, 1957
- Medinophyto Townsend, 1927
- Medinospila Mesnil, 1977
- Mediosetiger Barraclough, 1983
- Megaparia van der Wulp, 1891 (1)
- Megapariopsis Townsend, 1915 (1)
- Megaprosopus Macquart, 1844 (1)
- Megistogastropsis Townsend, 1916
- Mehmetia Özdikmen, 2007
- Meigenia Robineau-Desvoidy, 1830 (8)
- Meigenielloides Townsend, 1919 (1)
- Melanasomyia Malloch, 1935
- Melanepalpellus Townsend, 1927
- Melanepalpus Townsend, 1914
- Melanesomyia Barraclough, 1998
- Melanophrys Williston, 1886 (2)
- Melanorlopteryx Townsend, 1927
- Melanoromintho Townsend, 1935
- Melanorophasia Townsend, 1934
- Meledonus Aldrich, 1926 (5)
- Meleterus Aldrich, 1926 (2)
- Melisoneura Rondani, 1861 (1)
- Mellachnus Aldrich, 1934
- Mendelssohnia Kugler, 1971
- Mesembrierigone Townsend, 1931
- Mesembrinormia Townsend, 1931
- Mesnilana van Emden, 1945
- Mesniletta Herting, 1979
- Mesnilisca Zimin, 1974
- Mesnilius Özdikmen, 2006
- Mesnilomyia Kugler, 1972 (1)
- Mesnilus Özdikmen, 2007
- Metacemyia Herting, 1969 (1)
- Metadrinomyia Shima, 1980
- Metamyiophasia Blanchard, 1966
- Metamyobia Townsend, 1927
- Metaphorocera Thompson, 1968
- Metaphryno Crosskey, 1967
- Metaplagia Coquillett, 1895 (6)
- Metopiopsis Vimmer & Soukup, 1940
- Metopoactia Townsend, 1927
- Metopomuscopteryx Townsend, 1915 (3)
- Miamimyia Townsend, 1916 (1)
- Miamimyiops Townsend, 1939
- Microaporia Townsend, 1919
- Microcerophina Kugler, 1977
- Microchaetina van der Wulp, 1891 (8)
- Microchaetogyne Townsend, 1931
- Microgymnomma Townsend, 1916
- Microhystricia Malloch, 1938
- Micromasiphya Townsend, 1934
- Micronychia Brauer & Bergenstamm, 1889
- Micronychiops Townsend, 1915
- Microphthalma Macquart, 1844 (6)
- Microplagia Townsend, 1915
- Microsillus Aldrich, 1926
- Microsoma Macquart, 1855 (1)
- Microtropesa Macquart, 1846
- Mikia Kowarz, 1885
- Milada Richter, 1973
- Mintho Robineau-Desvoidy, 1830 (2)
- Minthodes Brauer & Bergenstamm, 1889 (5)
- Minthodexiopsis Townsend, 1927
- Mintholeskia Townsend, 1934
- Minthoplagia Townsend, 1915
- Minthopsis Townsend, 1915
- Minthotachina Townsend, 1935
- Minthoxia Mesnil, 1968
- Mitannia Herting, 1987
- Mochlosoma Brauer & Bergenstamm, 1889 (6)
- Mongolomintho Richter, 1976
- Monoleptophaga Baranov, 1938
- Montanarturia Miller, 1945
- Montanothalma Barraclough, 1996
- Montserratia Thompson, 1964
- Montuosa Chao & Zhou, 1996
- Moreiria Townsend, 1932
- Morphodexia Townsend, 1931
- Munira Richter, 1974
- Muscopteryx Townsend, 1892 (10)
- Myatelemus Reinhard, 1967 (1)
- Mycteromyiella Mesnil, 1966
- Myioclura Reinhard, 1974
- Myiochaeta Cortés, 1967
- Myiodexia Cortés & Campos, 1971
- Myiomima Brauer & Bergenstamm, 1889
- Myiomintho Brauer & Bergenstamm, 1889
- Myiopharus Brauer & Bergenstamm, 1889 (14)
- Myiophasia  (14)
- Myiophasiomima Blanchard, 1966
- Myiophasiopsis Townsend, 1927
- Myioscotiptera Giglio-Tos, 1893
- Myiosturmiopsis Thompson, 1963
- Myiotrixa Brauer & Bergenstamm, 1893
- Myobiomima Townsend, 1926
- Myostoma Robineau-Desvoidy, 1830
- Myothyriopsis Townsend, 1919 (1)
- Mystacella van der Wulp, 1890 (3)
- Mystacomyia Giglio-Tos, 1893
- Mystacomyoidea Thompson, 1963
- Myxarchiclops Villeneuve, 1916
- Myxexoristops Townsend, 1911 (8)
- Myxogaedia Mesnil, 1956
- Naira Richter, 1970
- Nanoplagia Villeneuve, 1929
- Neaera Robineau-Desvoidy, 1830 (5)
- Nealsomyia Mesnil, 1939
- Neaphria Townsend, 1914
- Nemoraea Robineau-Desvoidy, 1830 (1)
- Nemorilla Camillo Róndani, 1856 (5)
- Nemorilloides Brauer & Bergenstamm, 1891
- Neoargyrophylax Townsend, 1927
- Neobrachelia Townsend, 1931
- Neocampylochaeta Townsend, 1927
- Neocraspedothrix Townsend, 1927
- Neocuphocera Townsend, 1927
- Neocyrtophoeba Vimmer & Soukup, 1940
- Neochaetoplagia Blanchard, 1963
- Neoemdenia Mesnil, 1953
- Neoerythronychia Malloch, 1932
- Neoeuantha Townsend, 1931
- Neogymnomma Townsend, 1915
- Neolophosia Townsend, 1939
- Neolydella Mesnil, 1939
- Neomasiphya Guimarães, 1966
- Neomedina Malloch, 1935
- Neometachaeta Townsend, 1915
- Neomintho Brauer & Bergenstamm, 1891 (2)
- Neominthoidea Thompson, 1968
- Neominthopsis Townsend, 1915
- Neomyostoma Townsend, 1935
- Neopaedarium Blanchard, 1943
- Neophasmophaga Guimarães, 1982
- Neophryxe Townsend, 1916 (1)
- Neoplectops Malloch, 1930 (1)
- Neopodomyia Townsend, 1927
- Neosolieria Townsend, 1927 (1)
- Neosophia Guimarães, 1982
- Neossarromyia Townsend, 1927
- Neotachina Malloch, 1938
- Neotrafoiopsis Townsend, 1931
- Neotryphera Malloch, 1938
- Neoxanthobasis Blanchard, 1966
- Neozelia Guimarães, 1975
- Nephochaetona Townsend, 1919
- Nephoplagia Townsend, 1919
- Nepocarcelia Townsend, 1927
- Nepophasmophaga Townsend, 1927
- Neximyia Crosskey, 1967
- Nicephorus Reinhard, 1944 (1)
- Nigara Richter, 1999
- Nigrilypha O’Hara, 2002
- Nilea Robineau-Desvoidy, 1863 (15)
- Nimioglossa Reinhard, 1945 (2)
- Nothovoria Cortés & González, 1989
- Notoderus Cortés, 1986
- Notodytes Aldrich, 1934
- Notomanes Aldrich, 1934
- Nowickia  (8)
- Oberonomyia Reinhard, 1964
- Oblitoneura Mesnil, 1975
- Obscuromyia Barraclough & O’Hara, 1998
- Occisor Hutton, 1901
- Ocypteromima Townsend, 1916
- Ocyrtosoma Townsend, 1912
- Ocytata Gistel, 1848 (1)
- Ochrocera Townsend, 1916 (1)
- Ochroepalpus Townsend, 1927
- Oedemamedina Townsend, 1927
- Oestrohystricia Townsend, 1912
- Oestrophasia Brauer & Bergenstamm, 1889 (4)
- Oligoestrus Townsend, 1932
- Olinda Robineau-Desvoidy, 1830
- Ollachactia Townsend, 1927
- Ollachea Townsend, 1919
- Ollacheryphe Townsend, 1927
- Onychogonia Brauer & Bergenstamm, 1889 (8)
- Oomasicera Townsend, 1911
- Opesia Robineau-Desvoidy, 1863 (3)
- Ophirion Townsend, 1911
- Ophirodexia Townsend, 1911
- Ophirosturmia Townsend, 1911
- Opsoempheria Townsend, 1927
- Opsomeigenia Townsend, 1919 (7)
- Opsophagus Aldrich, 1926
- Opsophasiopteryx Townsend, 1917
- Opsosturmia Townsend, 1927
- Opsotheresia Townsend, 1919 (2)
- Opsozelia Townsend, 1919
- Opticopteryx Townsend, 1931
- Oraeosoma Cortés, 1976
- Oraphasmophaga Reinhard, 1958 (1)
- Orasturmia Reinhard, 1947 (2)
- Orestilla Reinhard, 1944 (1)
- Ormia Robineau-Desvoidy, 1830 (3)
- Ormiophasia Townsend, 1919
- Orohoughia Townsend, 1934
- Oromasiphya Townsend, 1927
- Orthosimyia Reinhard, 1944 (2)
- Ossidingia Townsend, 1919
- Ostracophyto Townsend, 1915 (1)
- Oswaldia Robineau-Desvoidy, 1863 (14)
- Otomasicera Townsend, 1912 (1)
- Oxyaporia Townsend, 1919
- Oxyepalpus Townsend, 1927
- Oxymedoria Villeneuve, 1916
- Oxynops Townsend, 1912 (1)
- Oxyphyllomyia Villeneuve, 1937
- Pachymyia Macquart, 1843
- Pachynocera Townsend, 1919
- Pachystylum Macquart, 1848 (1)
- Paedarium Aldrich, 1926
- Pales Robineau-Desvoidy, 1830 (6)
- Palesisa Villeneuve, 1929 (2)
- Palia Curran, 1927
- Paliana Curran, 1927
- Palmonia Kugler, 1972 (1)
- Palpolinnaemyia Townsend, 1927
- Palpostoma Robineau-Desvoidy, 1830
- Palpotachina Townsend, 1915
- Palpozenillia Townsend, 1934
- Pammaerus Aldrich, 1927
- Pandelleia Villeneuve, 1907 (2)
- Panzeria Robineau-Desvoidy, 1830 (28)
- Parabothria Vimmer & Soukup, 1940
- Parabrachycoma Blanchard, 1940
- Paraclara Bezzi, 1908
- Parachaetolyga Bischof, 1904
- Paradejeania Brauer & Bergenstamm, 1893 (1)
- Paradidyma Brauer & Bergenstamm, 1891 (16)
- Paradrino Mesnil, 1949
- Parajurinia Townsend, 1928
- Paralypha Mesnil, 1963
- Paramesochaeta Brauer & Bergenstamm, 1891
- Parapales Mesnil, 1950
- Parapexopsis Mesnil, 1953
- Paraphasiopsis Townsend, 1917
- Paraphasmophaga Townsend, 1915 (2)
- Parapoliops Blanchard, 1957
- Pararchytas Brauer & Bergenstamm, 1895 (2)
- Pararondania Villeneuve, 1916
- Pararrhinactia Townsend, 1935
- Parasetigena Brauer & Bergenstamm, 1891 (2)
- Paratachina Brauer & Bergenstamm, 1891
- Paratrixa Brauer & Bergenstamm, 1891 (1)
- Paratropeza Paramonov, 1964
- Paratryphera Brauer & Bergenstamm, 1891 (4)
- Paravibrissina Shima, 1979
- Paraxanthobasis Blanchard, 1966
- Parechinotachina Townsend, 1931
- Parepalpus Coquillett, 1902 (1)
- Parerigone Brauer, 1898
- Pareupogona Townsend, 1916
- Parhamaxia Mesnil, 1967
- Parodomyiops Townsend, 1935
- Paropesia Mesnil, 1970
- Paropsivora Malloch, 1934
- Parthenoleskia Townsend, 1941
- Patelloa Townsend, 1916 (7)
- Patillalia Curran, 1934
- Patulifrons Barraclough, 1992
- Paulipalpus Barraclough, 1992
- Pelamera Herting, 1969 (1)
- Pelashyria Villeneuve, 1935
- Pelatachina Meade, 1894 (4)
- Pelecotheca Townsend, 1919
- Peleteria Robineau-Desvoidy, 1830 (47)
- Pelycops Aldrich, 1934
- Pennapoda Townsend, 1897
- Pentatomophaga de Meijere, 1917
- Penthosia van der Wulp, 1892
- Penthosiosoma Townsend, 1926
- Peracroglossa Townsend, 1931
- Peremptor Hutton, 1901
- Periarchiclops Villeneuve, 1924 (1)
- Peribaea Robineau-Desvoidy, 1863 (6)
- Perigymnosoma Villeneuve, 1929
- Perioptichochaeta Townsend, 1927
- Periostoma Cortés, 1986
- Periscepsia Gistel, 1848 (10)
- Peristasisea Villeneuve, 1934
- Perrissina Malloch, 1938
- Perrissinoides Dugdale, 1962
- Persedea Richter, 2001
- Perumyia Arnaud, 1963
- Petagnia Rondani, 1856 (1)
- Peteina Meigen, 1838 (1)
- Petrargyrops Townsend, 1927
- Pexopsis Brauer & Bergenstamm, 1889 (1)
- Phaeodema Aldrich, 1934
- Phalacrophyto Townsend, 1915 (1)
- Phania Meigen, 1824 (6)
- Phantasiomyia Townsend, 1915 (2)
- Phaoniella Malloch, 1938
- Phasia Latreille, 1804 (39)
- Phasiatacta Townsend, 1911
- Phasiocyptera Townsend, 1927
- Phasioormia Townsend, 1933
- Phasiophyto Townsend, 1919
- Phasiops Coquillett, 1899 (1)
- Phasmofrontina Townsend, 1931
- Phasmophaga Townsend, 1909 (4)
- Phebellia Robineau-Desvoidy, 1846 (19)
- Philippodexia Townsend, 1926
- Philocorus Cortés, 1976
- Phobetromyia Reinhard, 1964
- Phonomyia Brauer & Bergenstamm, 1893 (1)
- Phorcidella Mesnil, 1946
- Phorinia Robineau-Desvoidy, 1830 (1)
- Phorocera Robineau-Desvoidy, 1830 (12)
- Phorocerosoma Townsend, 1927
- Phorocerostoma Malloch, 1930
- Phosocephala Townsend, 1908
- Phryno Robineau-Desvoidy, 1830 (1)
- Phrynotachina Townsend, 1927
- Phryxe Robineau-Desvoidy, 1830 (13)
- Phyllaristomyia Townsend, 1931
- Phyllomya Robineau-Desvoidy, 1830 (14)
- Phyllophilopsis Townsend, 1915 (2)
- Phyllophryno Townsend, 1927
- Phytomyptera Róndani, 1844 (36)
- Phytomypterina van Emden, 1960
- Phytorophaga Bezzi, 1923
- Picconia Robineau-Desvoidy, 1863 (2)
- Pictoepalpus Townsend, 1915
- Piligena van Emden, 1947
- Piligenoides Barraclough, 1985
- Pilimyia Malloch, 1930
- Pimelimyia Mesnil, 1949
- Piriona Aldrich, 1928
- Pirionimyia Townsend, 1931
- Piximactia Townsend, 1927
- Plagimasicera Townsend, 1915
- Plagiocoma Villeneuve, 1916
- Plagiomima Brauer & Bergenstamm, 1891 (12)
- Plagiomyia Curran, 1927
- Planomyia Aldrich, 1934
- Platydexia van Emden, 1954
- Platymya Robineau-Desvoidy, 1830 (4)
- Platyrrhinodexia Townsend, 1927
- Platyschineria Villeneuve, 1942
- Platytachina Malloch, 1938
- Platytainia Macquart, 1851
- Plectopsis Townsend, 1927
- Plesina Meigen, 1838 (2)
- Plesiodexilla Blanchard, 1966
- Plethochaetigera Malloch, 1938
- Pododexia Brauer & Bergenstamm, 1889
- Podosturmia Townsend, 1928
- Policheta Camillo Róndani, 1856 (2)
- Poliops Aldrich, 1934
- Polistiopsis Townsend, 1915
- Polybiocyptera Guimarães, 1979
- Polychaeta Macquart, 1851
- Polygaster van der Wulp, 1890
- Polygastropteryx Mesnil, 1953
- Porphyromus van Emden, 1960
- Pradocania Tschorsnig, 1997 (1)
- Pretoriamyia Curran, 1927
- Procarcelia Townsend, 1927
- Proceromyia Mesnil, 1957
- Procleonice Townsend, 1935
- Prodegeeria Brauer & Bergenstamm, 1895 (3)
- Prodemoticus Villeneuve, 1919 (1)
- Prodiaphania Townsend, 1927
- Proleskia Townsend, 1927
- Proleskiomima Townsend, 1934
- Prolophosia Townsend, 1933
- Prolypha Townsend, 1934
- Promegaparia Townsend, 1931
- Prometopiops Townsend, 1927
- Promintho Townsend, 1926
- Pronemorilla Townsend, 1935
- Prooppia Townsend, 1926
- Proparachaeta Townsend, 1928
- Proparachaetopsis Blanchard, 1942
- Prophasiopsis Townsend, 1927
- Prophorostoma Townsend, 1927
- Prorhynchops Brauer & Bergenstamm, 1891
- Proriedelia Mesnil, 1953
- Proroglutea Townsend, 1919
- Proscissio Hutton, 1901
- Prosena Lepeletier & Serville, 1828 (1)
- Prosenactia Blanchard, 1940
- Prosenina Malloch, 1930
- Prosenoides Brauer & Bergenstamm, 1891 (3)
- Prosenosoma Malloch, 1938
- Prosethilla Herting, 1984 (1)
- Prosheliomyia Brauer & Bergenstamm, 1891
- Prosopea Rondani, 1861 (1)
- Prosopochaeta Macquart, 1851
- Prosopofrontina Townsend, 1926
- Prospalaea Aldrich, 1925
- Prospanipalpus Townsend, 1931
- Prospherysa van der Wulp, 1890 (2)
- Prospherysodoria Townsend, 1928
- Prosuccingulum Mesnil, 1959
- Protaporia Townsend, 1919
- Protodejeania Townsend, 1915 (2)
- Protogoniops Townsend, 1913
- Protogoniopsis Townsend, 1915
- Protohystricia Malloch, 1929
- Protonotodytes Blanchard, 1966
- Protrichoprosopis Blanchard, 1966
- Protypophaemyia Blanchard, 1963
- Proxanthobasis Blanchard, 1966
- Psalidoxena Villeneuve, 1941 (1)
- Psecacera Bigot, 1880
- Pseudalsomyia Mesnil, 1968
- Pseudobombyliomyia Townsend, 1931
- Pseudobrullaea Mesnil, 1957
- Pseudochaeta Coquillett, 1895 (11)
- Pseudochaetona Townsend, 1919
- Pseudodexia Brauer & Bergenstamm, 1891
- Pseudodexilla O'Hara, Shima & Zhang, 2009
- Pseudodinera Brauer & Bergenstamm, 1891
- Pseudogonia Brauer & Bergenstamm, 1889 (3)
- Pseudomasiphya Thompson, 1963
- Pseudominthodes Townsend, 1933
- Pseudopachystylum Mik, 1891 (1)
- Pseudoperichaeta Brauer & Bergenstamm, 1889 (2)
- Pseudoredtenbacheria Brauer & Bergenstamm, 1889
- Pseudorrhinactia Thompson, 1968
- Pseudosiphosturmia Thompson, 1966
- Pseudosturmia Thompson, 1966
- Pseudoviviania Brauer & Bergenstamm, 1891
- Pseudoxanthozona Townsend, 1931
- Pseudoxanthozonella Townsend, 1931
- Pterotopeza Townsend, 1908
- Ptesiomyia Brauer & Bergenstamm, 1893 (1)
- Ptilocatagonia Mesnil, 1956
- Ptilodegeeria Brauer & Bergenstamm, 1891
- Ptilodexia Brauer & Bergenstamm, 1889 (22)
- Ptilogonia Bischof, 1904
- Ptilomyiopsis Townsend, 1933
- Ptilomyoides Curran, 1928
- Punamyia Townsend, 1915
- Punamyocera Townsend, 1919
- Pygidimyia Crosskey, 1967
- Pygocalcager Townsend, 1935
- Pyrrhodexia Townsend, 1931
- Pyrrhoernestia Townsend, 1931
- Pyrrhotachina Townsend, 1931
- Quadra Malloch, 1929
- Quadratosoma Townsend, 1914
- Ramonda Robineau-Desvoidy, 1830 (9)
- Ramonella Kugler, 1980 (1)
- Rasiliverpa Barraclough, 1992
- Redtenbacheria Schiner, 1861 (1)
- Reichardia Karsch, 1886
- Rhacodinella Mesnil, 1968 (1)
- Rhachoepalpus Townsend, 1908
- Rhachosaundersia Townsend, 1931
- Rhamphina Macquart, 1835 (2)
- Rhamphinina Bigot, 1885
- Rhaphiochaeta Brauer & Bergenstamm, 1889 (1)
- Rhinaplomyia Mesnil, 1955
- Rhinomacquartia Brauer & Bergenstamm, 1891
- Rhinomyobia Brauer & Bergenstamm, 1893
- Rhinomyodes Townsend, 1933
- Rhombothyria van der Wulp, 1891
- Rhombothyriops Townsend, 1915
- Rhynchogonia Brauer & Bergenstamm, 1893
- Ricosia Curran, 1927
- Richteriola Mesnil, 1963
- Riedelia Mesnil, 1942
- Rioteria Herting, 1973 (1)
- Robinaldia Herting, 1983 (1)
- Rondania Robineau-Desvoidy, 1850 (6)
- Rondaniooestrus Villeneuve, 1916
- Rossimyiops Mesnil, 1953
- Ruiziella Cortés, 1951
- Rutilia Robineau-Desvoidy, 1830
- Rutilodexia Townsend, 1915
- Rutilotrixa Townsend, 1933
- Saralba Walker, 1865
- Sarcocalirrhoe Townsend, 1928
- Sarcoprosena Townsend, 1927
- Sarromyia Pokorny, 1893 (1)
- Sarrorhina Villeneuve, 1936
- Saundersiops Townsend, 1914
- Scaphimyia Mesnil, 1953
- Scomma Richter, 1972
- Scotiptera Macquart, 1835
- Schembria Rondani, 1861 (1)
- Schineria Rondani, 1857 (1)
- Schistostephana Townsend, 1919
- Schiziotachina Walker, 1852
- Schizolinnaea van Emden, 1960
- Schlingermyia Cortés, 1967
- Schwarzalia Curran, 1934
- Semisuturia Malloch, 1927
- Senometopia Macquart, 1834 (8)
- Senostoma Macquart, 1847
- Sepseocara Richter, 1986
- Sericodoria Townsend, 1928
- Sericotachina Townsend, 1916
- Sericozenillia Mesnil, 1957
- Setalunula Chao & Yang, 1990
- Setolestes Aldrich, 1934
- Shannonomyiella Townsend, 1939
- Signosoma Townsend, 1914
- Signosomopsis Townsend, 1914
- Simoma Aldrich, 1926
- Siphoactia Townsend, 1927
- Siphocrocuta Townsend, 1935
- Siphona Meigen, 1803 (45)
- Siphosturmia Coquillett, 1897 (8)
- Sisyphomyia Townsend, 1927
- Sisyropa Brauer & Bergenstamm, 1889 (2)
- Sitellitergus Reinhard, 1964
- Smidtia Robineau-Desvoidy, 1830 (4)
- Solieria Robineau-Desvoidy, 1849 (11)
- Solomonilla Özdikmen, 2007
- Sonaca Richter, 1981
- Sophia Robineau-Desvoidy, 1830
- Sophiella Guimarães, 1982
- Sorochemyia Townsend, 1915
- Spallanzania Robineau-Desvoidy, 1830 (10)
- Spathidexia Townsend, 1912 (7)
- Spathipalpus Rondani, 1863
- Sphaerina van der Wulp, 1890
- Spilochaetosoma Smith, 1917 (1)
- Spiniabdomina Shi, 1991
- Spiroglossa Doleschall, 1858
- Squamomedina Townsend, 1934
- Stackelbergomyia Rohdendorf, 1948 (1)
- Staurochaeta Brauer & Bergenstamm, 1889 (1)
- Steatosoma Aldrich, 1934
- Steleoneura Stein, 1924 (2)
- Stenodexia van der Wulp, 1891
- Stenosturmia Townsend, 1927
- Stolatosoma Reinhard, 1953
- Stomatodexia Brauer & Bergenstamm, 1889
- Stomatotachina Townsend, 1931
- Stomina Robineau-Desvoidy, 1830 (4)
- Strongygaster Macquart, 1834 (6)
- Stuardomyia Cortés, 1945
- Sturmia Robineau-Desvoidy, 1830 (2)
- Sturmiellina Thompson, 1963
- Sturmimasiphya Townsend, 1935
- Sturmioactia Townsend, 1926
- Sturmiodexia Townsend, 1919
- Sturmiomima Townsend, 1934
- Sturmiopsis Townsend, 1916
- Sturmiopsoidea Thompson, 1966
- Subclytia Pandellé, 1894 (1)
- Subfischeria Villeneuve, 1937
- Succingulodes Townsend, 1935
- Suensonomyia Mesnil, 1953
- Sumichrastia Townsend, 1916
- Sumpigaster Macquart, 1855
- Symmorphomyia Mesnil & Shima, 1977
- Synactia Villeneuve, 1916 (1)
- Synamphichaeta Villeneuve, 1936 (1)
- Syringosoma Townsend, 1917
- Tachina Meigen, 1803 (51)
- Tachineo Malloch, 1938
- Tachinoestrus Portschinsky, 1887
- Tachinomyia Townsend, 1892 (10)
- Tachinophasia Townsend, 1931
- Takanoella Baranov, 1935
- Takanomyia Mesnil, 1957
- Talarocera Williston, 1888
- Tapajohoughia Townsend, 1934
- Tapajoleskia Townsend, 1934
- Tapajosia Townsend, 1934
- Taperamyia Townsend, 1935
- Tarassus Aldrich, 1933
- Tarpessita Reinhard, 1967
- Tasmaniomyia Townsend, 1916
- Technamyia Reinhard, 1974
- Telodytes Aldrich, 1934
- Telonotomyia Cortés, 1986
- Telothyria van der Wulp, 1890
- Teretrophora Macquart, 1851
- Tesseracephalus Reinhard, 1955
- Tetragimyia Shima & Takahashi, 2011
- Tetragrapha Brauer & Bergenstamm, 1891
- Tettigoniophaga Guimarães, 1978
- Thecocarcelia Townsend, 1933 (2)
- Thelaira Robineau-Desvoidy, 1830 (5)
- Thelairaporia Guimarães, 1980
- Thelairochaetona Townsend, 1919
- Thelairodes van der Wulp, 1891
- Thelairodoria Townsend, 1927 (1)
- Thelairodoriopsis Thompson, 1968
- Thelairodrino Mesnil, 1954
- Thelairoleskia Townsend, 1926
- Thelairophasia Townsend, 1919
- Thelairosoma Villeneuve, 1916
- Thelyconychia Brauer & Bergenstamm, 1889 (1)
- Thelymorpha Brauer & Bergenstamm, 1889 (1)
- Thelymyia Brauer & Bergenstamm, 1891 (3)
- Thelyoxynops Townsend, 1927
- Therobia Brauer, 1862 (1)
- Thrixion Brauer & Bergenstamm, 1889 (1)
- Thryptodexia Malloch, 1926
- Thysanopsis Townsend, 1917
- Thysanosturmia Townsend, 1927
- Tipulidomima Townsend, 1933
- Tlephusa Robineau-Desvoidy, 1863 (1)
- Tlpuloleskia Townsend, 1931
- Topomeigenia Townsend, 1919
- Torocca Walker, 1859
- Torosomyia Reinhard, 1935 (1)
- Tothillia Crosskey, 1976
- Townsendiellomyia Baranov, 1932 (1)
- Toxocnemis Macquart, 1855
- Trafoia Brauer & Bergenstamm, 1893 (4)
- Trepophrys Townsend, 1908
- Triarthria Stephens, 1829 (2)
- Trichactia Stein, 1924 (2)
- Trichinochaeta Townsend, 1917
- Trichoceronia Cortes, 1945
- Trichodischia Bigot, 1885
- Trichodura Macquart, 1843
- Trichoepalpus Townsend, 1914
- Trichoformosomyia Baranov, 1934
- Trichophora Macquart, 1847
- Trichopoda Berthold, 1827 (6)
- Trichoprosopus Macquart, 1843
- Trichopyrrhosia Townsend, 1927
- Trichoraea Cortés, 1974
- Trichosaundersia Townsend, 1914
- Trichostylum Macquart, 1851
- Trichotopteryx Townsend, 1919
- Trichschizotachina Townsend, 935d
- Trigonospila Pokorny, 1886 (5)
- Trinitodexia Townsend, 1935
- Triodontopyga Townsend, 1927
- Trischidocera Villeneuve, 1915
- Trismegistomya Reinhard, 1967 (1)
- Tritaxys Macquart, 1847
- Trixa Meigen, 1824 (5)
- Trixiceps Villeneuve, 1936 (1)
- Trixoclea Villeneuve, 1916
- Trixodes Coquillett, 1902 (1)
- Trixodopsis Townsend, 1933
- Trixomorpha Brauer & Bergenstamm, 1889
- Trochilochaeta Townsend, 1940
- Trochilodes Coquillett, 1903 (2)
- Trochiloglossa Townsend, 1919
- Trochiloleskia Townsend, 1917
- Tromodesiana Townsend, 1931
- Tromodesiopsis Townsend, 1927
- Tropidodexia Townsend, 1915
- Tropidopsiomorpha Townsend, 1927
- Truphia Malloch, 1930
- Tryphera Meigen, 1838 (1)
- Trypherina Malloch, 1938
- Tsugaea Hall, 1939 (1)
- Tunapunia Thompson, 1963
- Turanogonia Rohdendorf, 1924
- Tylodexia Townsend, 1926
- Tyreomma Brauer & Bergenstamm, 1891
- Ucayalimyia Townsend, 1927
- Uclesia Girschner, 1901 (4)
- Uclesiella Malloch, 1938
- Ugimeigenia Townsend, 1916
- Uramya Robineau-Desvoidy, 1830 (7)
- Uraporia Townsend, 1919
- Urodexia Osten-Sacken, 1882
- Urodexiomima Townsend, 1927
- Uroeuantha Townsend, 1927
- Uromedina Townsend, 1926
- Ursophyto Aldrich, 1926 (1)
- Urucurymyia Townsend, 1934
- Uruhuasia Townsend, 1914
- Uruhuasiopsis Townsend, 1915
- Uruleskia Townsend, 1934
- Urumyobia Townsend, 1934
- Ushpayacua Townsend, 1928
- Vanderwulpella Townsend, 1919
- Vanderwulpia Townsend, 1891 (2)
- Velardemyia Valencia, 1972
- Veluta Malloch, 1938
- Verrugomyia Townsend, 1927
- Verrugophryno Townsend, 1927
- Vertepalpus Curran, 1947
- Vibrissina Rondani, 1861 (13)
- Vibrissoepalpus Townsend, 1915
- Vibrissomyia Townsend, 1912
- Vibrissovoria Townsend, 1919
- Villanovia Strobl, 1910 (1)
- Visayalydina Townsend, 1926
- Voria Robineau-Desvoidy, 1830 (3)
- Voriella Malloch, 1930
- Wagneria Robineau-Desvoidy, 1830 (14)
- Wardarina Mesnil, 1953 (1)
- Wattia Malloch, 1938
- Weberia Robineau-Desvoidy, 1830 (1)
- Weingaertneriella Baranov, 1932
- Winthellia Crosskey, 1967
- Winthemia Robineau-Desvoidy, 1830 (41)
- Xanthobasis Aldrich, 1934
- Xanthodexia van der Wulp, 1891
- Xanthoepalpodes Townsend, 1913
- Xanthoepalpus Townsend, 1914 (1)
- Xanthomelanodes Townsend, 1893 (5)
- Xanthomelanopsis Townsend, 1917
- Xanthooestrus Villeneuve, 1914
- Xanthopelta Aldrich, 1934
- Xanthophyto Townsend, 1916 (2)
- Xanthopteromyia Townsend, 1926
- Xanthotheresia Townsend, 1931
- Xanthozona Townsend, 1908
- Xenoplagia Townsend, 1914
- Xenorhynchia Malloch, 1938
- Xeoprosopa Townsend, 1919
- Xiphochaeta Mesnil, 1968
- Xylocamptomima Townsend, 1927
- Xylotachina Brauer & Bergenstamm, 1891 (1)
- Xysta Meigen, 1824 (1)
- Yahuarmayoia Townsend, 1927
- Ypophaemyiops Townsend, 1935
- Zaira Robineau-Desvoidy, 1830 (15)
- Zambesa Walker, 1856
- Zambesomima Mesnil, 1967
- Zamimus Malloch, 1932
- Zealandotachina Malloch, 1938
- Zebromyia Malloch, 1929
- Zelia Robineau-Desvoidy, 1830 (12)
- Zelindopsis Anonymous, 1946
- Zeliomima Mesnil, 1976
- Zenargomyia Crosskey, 1964
- Zenillia Robineau-Desvoidy, 1830 (2)
- Zeuxia Meigen, 1826 (13)
- Zeuxiotrix Mesnil, 1976
- Ziminia Mesnil, 1963 (1)
- Zita Curran, 1927
- Zizyphomyia Townsend, 1916 (3)
- Zonalia Curran, 1934
- Zonoepalpus Townsend, 1927
- Zophomyia Macquart, 1835 (1)
- Zosteromeigenia Townsend, 1919
- Zygobothria Mik, 1891
- Zygozenillia Townsend, 1927

## In Nederland waargenomen soorten
- Genus: Acemya
  - Acemya acuticornis
- Genus: Actia
  - Actia crassicornis
  - Actia infantula
  - Actia lamia
  - Actia pilipennis
  - Actia resinellae
- Genus: Admontia
  - Admontia blanda
  - Admontia grandicornis
  - Admontia maculisquama
  - Admontia seria
- Genus: Anthomyiopsis
  - Anthomyiopsis nigrisquamata
  - Anthomyiopsis plagioderae
- Genus: Aphria
  - Aphria longilingua
  - Aphria longirostris
- Genus: Aplomya
  - Aplomya confinis
- Genus: Appendicia
  - Appendicia truncata
- Genus: Athrycia
  - Athrycia curvinervis
  - Athrycia impressa
  - Athrycia trepida
- Genus: Atylostoma
  - Atylostoma tricolor
- Genus: Bactromyia
  - Bactromyia aurulenta
- Genus: Baumhaueria
  - Baumhaueria goniaeformis
- Genus: Belida
  - Belida angelicae
- Genus: Bessa
  - Bessa parallela
  - Bessa selecta
- Genus: Billaea
  - Billaea irrorata
- Genus: Bithia
  - Bithia spreta
- Genus: Blepharipa
  - Blepharipa pratensis
  - Blepharipa schineri
- Genus: Blepharomyia
  - Blepharomyia angustifrons
  - Blepharomyia pagana
  - Blepharomyia piliceps
- Genus: Blondelia
  - Blondelia inclusa
  - Blondelia nigripes
  - Blondelia piniariae
- Genus: Bothria
  - Bothria frontosa
  - Bothria subalpina
- Genus: Brachicheta
  - Brachicheta strigata
- Genus: Brullaea
  - Brullaea ocypteroidea
- Genus: Cadurciella
  - Cadurciella tritaeniata
- Genus: Campylocheta
  - Campylocheta inepta
  - Campylocheta praecox
- Genus: Carcelia
  - Carcelia atricosta
  - Carcelia bombylans
  - Carcelia gnava
  - Carcelia iliaca
  - Carcelia kowarzi
  - Carcelia laxifrons
  - Carcelia lucorum
  - Carcelia puberula
  - Carcelia rasa
  - Carcelia rasella
  - Carcelia tibialis
- Genus: Catagonia
  - Catagonia aberrans
- Genus: Catharosia
  - Catharosia albisquama
  - Catharosia pygmaea
- Genus: Ceranthia
  - Ceranthia abdominalis
  - Ceranthia lichtwardtiana
  - Ceranthia samarensis
- Genus: Ceromya
  - Ceromya bicolor
  - Ceromya monstrosicornis
  - Ceromya silacea
- Genus: Chetogena
  - Chetogena acuminata
  - Chetogena obliquata
  - Chetogena tschorsnigi
- Genus: Chrysosomopsis
  - Chrysosomopsis aurata
- Genus: Cinochira
  - Cinochira atra
- Genus: Cistogaster
  - Cistogaster globosa
- Genus: Clairvillia
  - Clairvillia biguttata
- Genus: Cleonice
  - Cleonice callida
- Genus: Clytiomya
  - Clytiomya continua
- Genus: Compsilura
  - Compsilura concinnata
- Genus: Cylindromyia
  - Cylindromyia bicolor
  - Cylindromyia brassicaria
  - Cylindromyia brevicornis
  - Cylindromyia intermedia
  - Cylindromyia interrupta
  - Cylindromyia pusilla
  - Cylindromyia rufifrons
- Genus: Cyrtophleba
  - Cyrtophleba ruricola
- Genus: Cyzenis
  - Cyzenis albicans
  - Cyzenis jucunda
- Genus: Demoticus
  - Demoticus plebejus
- Genus: Dexia
  - Dexia rustica
  - Dexia vacua
- Genus: Dexiosoma
  - Dexiosoma caninum
- Genus: Dinera
  - Dinera carinifrons
  - Dinera ferina
  - Dinera grisescens
- Genus: Diplostichus
  - Diplostichus janitrix
- Genus: Drino
  - Drino galii
  - Drino gilva
  - Drino inconspicua
  - Drino lota
  - Drino vicina
- Genus: Dufouria
  - Dufouria chalybeata
- Genus: Ectophasia
  - Ectophasia crassipennis
  - Ectophasia leucoptera
- Genus: Elfia
  - Elfia cingulata
  - Elfia minutissima
- Genus: Eloceria
  - Eloceria delecta
- Genus: Elodia
  - Elodia ambulatoria
  - Elodia morio
- Genus: Elomya
  - Elomya lateralis
- Genus: Entomophaga
  - Entomophaga exoleta
  - Entomophaga nigrohalterata
- Genus: Epicampocera
  - Epicampocera succincta
- Genus: Eriothrix
  - Eriothrix argyreata
  - Eriothrix prolixa
  - Eriothrix rufomaculatus
- Genus: Ernestia
  - Ernestia laevigata
  - Ernestia puparum
  - Ernestia rudis
  - Ernestia vagans
- Genus: Erycilla
  - Erycilla ferruginea
- Genus: Erynnia
  - Erynnia ocypterata
- Genus: Estheria
  - Estheria bohemani
  - Estheria cristata
  - Estheria petiolata
  - Estheria picta
- Genus: Eumea
  - Eumea linearicornis
  - Eumea mitis
- Genus: Eurithia
  - Eurithia anthophila
  - Eurithia caesia
  - Eurithia connivens
  - Eurithia consobrina
  - Eurithia intermedia
  - Eurithia vivida
- Genus: Eurysthaea
  - Eurysthaea scutellaris
- Genus: Exorista
  - Exorista fasciata
  - Exorista grandis
  - Exorista larvarum
  - Exorista marginella
  - Exorista mimula
  - Exorista nigricans
  - Exorista rustica
- Genus: Fausta
  - Fausta nemorum
- Genus: Freraea
  - Freraea gagatea
- Genus: Frontina
  - Frontina laeta
- Genus: Gaedia
  - Gaedia connexa
- Genus: Gastrolepta
  - Gastrolepta anthracina
- Genus: Germaria
  - Germaria angustata
  - Germaria ruficeps
- Genus: Gonia
  - Gonia capitata
  - Gonia distinguenda
  - Gonia divisa
  - Gonia ornata
  - Gonia picea
- Genus: Goniocera
  - Goniocera schistacea
  - Goniocera versicolor
- Genus: Graphogaster
  - Graphogaster brunnescens
- Genus: Gymnocheta
  - Gymnocheta magna
  - Gymnocheta viridis - (Groene sluipvlieg)
- Genus: Gymnosoma
  - Gymnosoma clavatum
  - Gymnosoma costatum
  - Gymnosoma dolycoridis
  - Gymnosoma inornatum
  - Gymnosoma nitens
  - Gymnosoma nudifrons
  - Gymnosoma rotundatum
- Genus: Hebia
  - Hebia flavipes
- Genus: Heliozeta
  - Heliozeta pellucens
- Genus: Hemimacquartia
  - Hemimacquartia paradoxa
- Genus: Hemyda
  - Hemyda obscuripennis
  - Hemyda vittata
- Genus: Hubneria
  - Hubneria affinis
- Genus: Hyleorus
  - Hyleorus elatus
- Genus: Istocheta
  - Istocheta longicornis
- Genus: Kirbya
  - Kirbya moerens
- Genus: Klugia
  - Klugia marginata
- Genus: Labigastera
  - Labigastera forcipata
- Genus: Leskia
  - Leskia aurea
- Genus: Leucostoma
  - Leucostoma simplex
- Genus: Ligeria
  - Ligeria angusticornis
- Genus: Linnaemya
  - Linnaemya comta
  - Linnaemya olsufjevi
  - Linnaemya picta
  - Linnaemya tessellans
  - Linnaemya vulpina
- Genus: Litophasia
  - Litophasia hyalipennis
- Genus: Loewia
  - Loewia foeda
  - Loewia phaeoptera
  - Loewia submetallica
- Genus: Lophosia
  - Lophosia fasciata
- Genus: Lydella
  - Lydella grisescens
  - Lydella ripae
  - Lydella stabulans
  - Lydella thompsoni
- Genus: Lydina
  - Lydina aenea
- Genus: Lypha
  - Lypha dubia
  - Lypha ruficauda
- Genus: Macquartia
  - Macquartia chalconota
  - Macquartia dispar
  - Macquartia grisea
  - Macquartia praefica
  - Macquartia pubiceps
  - Macquartia tenebricosa
  - Macquartia tessellum
  - Macquartia viridana
- Genus: Macroprosopa
  - Macroprosopa atrata
- Genus: Masicera
  - Masicera pavoniae
  - Masicera silvatica
  - Masicera sphingivora
  - Masicera virescens
- Genus: Medina
  - Medina collaris
  - Medina luctuosa
  - Medina separata
- Genus: Meigenia
  - Meigenia dorsalis
  - Meigenia incana
  - Meigenia mutabilis
  - Meigenia uncinata
- Genus: Microsoma
  - Microsoma exiguum
- Genus: Mintho
  - Mintho rufiventris
- Genus: Myxexoristops
  - Myxexoristops abietis
  - Myxexoristops blondeli
  - Myxexoristops bonsdorffi
  - Myxexoristops hertingi
  - Myxexoristops stolida
- Genus: Neaera
  - Neaera laticornis
- Genus: Nemoraea
  - Nemoraea pellucida
- Genus: Nemorilla
  - Nemorilla floralis
  - Nemorilla maculosa
- Genus: Neophryxe
  - Neophryxe vallina
- Genus: Nilea
  - Nilea erecta
  - Nilea hortulana
- Genus: Nowickia
  - Nowickia atripalpis
  - Nowickia ferox
- Genus: Ocytata
  - Ocytata pallipes
- Genus: Oswaldia
  - Oswaldia muscaria
  - Oswaldia spectabilis
- Genus: Pales
  - Pales pavida
  - Pales processioneae
- Genus: Paracraspedothrix
  - Paracraspedothrix montivaga
- Genus: Parasetigena
  - Parasetigena silvestris
- Genus: Pelatachina
  - Pelatachina tibialis
- Genus: Peleteria
  - Peleteria iavana
  - Peleteria rubescens
  - Peleteria ruficornis
- Genus: Peribaea
  - Peribaea flavifrons
  - Peribaea hertingi
  - Peribaea longirostris
  - Peribaea setinervis
  - Peribaea tibialis
- Genus: Periscepsia
  - Periscepsia carbonaria
- Genus: Peteina
  - Peteina erinaceus
- Genus: Pexopsis
  - Pexopsis aprica
- Genus: Phania
  - Phania curvicauda
  - Phania funesta
  - Phania incrassata
  - Phania speculifrons
- Genus: Phasia
  - Phasia aurigera
  - Phasia aurulans
  - Phasia barbifrons
  - Phasia hemiptera - (Wantssluipvlieg)
  - Phasia obesa
  - Phasia pusilla
- Genus: Phebellia
  - Phebellia glauca
  - Phebellia glaucoides
  - Phebellia glirina
  - Phebellia nigripalpis
  - Phebellia pauciseta
  - Phebellia stulta
  - Phebellia triseta
  - Phebellia vicina
  - Phebellia villica
- Genus: Phorinia
  - Phorinia aurifrons
- Genus: Phorocera
  - Phorocera assimilis
  - Phorocera grandis
  - Phorocera obscura
- Genus: Phryno
  - Phryno vetula
- Genus: Phryxe
  - Phryxe erythrostoma
  - Phryxe heraclei
  - Phryxe magnicornis
  - Phryxe nemea
  - Phryxe vulgaris
- Genus: Phyllomyia
  - Phyllomyia volvulus
- Genus: Phytomyptera
  - Phytomyptera nigrina
- Genus: Picconia
  - Picconia incurva
- Genus: Platymya
  - Platymya fimbriata
- Genus: Policheta
  - Policheta unicolor
- Genus: Prosena
  - Prosena siberita
- Genus: Prosethilla
  - Prosethilla kramerella
- Genus: Pseudopachystylum
  - Pseudopachystylum gonioides
- Genus: Pseudoperichaeta
  - Pseudoperichaeta nigrolineata
- Genus: Ramonda
  - Ramonda latifrons
  - Ramonda prunaria
  - Ramonda prunicia
  - Ramonda spathulata
- Genus: Redtenbacheria
  - Redtenbacheria insignis
- Genus: Rhaphiochaeta
  - Rhaphiochaeta breviseta
- Genus: Rondania
  - Rondania cucullata
  - Rondania dispar
  - Rondania fasciata
- Genus: Senometopia
  - Senometopia excisa
  - Senometopia intermedia
  - Senometopia lena
  - Senometopia pollinosa
  - Senometopia separata
- Genus: Siphona
  - Siphona boreata
  - Siphona collini
  - Siphona confusa
  - Siphona cristata
  - Siphona flavifrons
  - Siphona geniculata
  - Siphona hokkaidensis
  - Siphona ingerae
  - Siphona maculata
  - Siphona paludosa
  - Siphona pauciseta
  - Siphona setosa
  - Siphona variata
- Genus: Smidtia
  - Smidtia conspersa
- Genus: Solieria
  - Solieria fenestrata
  - Solieria inanis
  - Solieria pacifica
- Genus: Spallanzania
  - Spallanzania hebes
- Genus: Staurochaeta
  - Staurochaeta albocingulata
- Genus: Sturmia
  - Sturmia bella
- Genus: Subclytia
  - Subclytia rotundiventris
- Genus: Tachina
  - Tachina fera - (Woeste sluipvlieg)
  - Tachina grossa - (Stekelsluipvlieg)
  - Tachina lurida
  - Tachina magnicornis
  - Tachina ursina
- Genus: Thecocarcelia
  - Thecocarcelia acutangulata
- Genus: Thelaira
  - Thelaira nigripes
  - Thelaira solivaga
- Genus: Thelymorpha
  - Thelymorpha marmorata
- Genus: Thelymyia
  - Thelymyia saltuum
- Genus: Timavia
  - Timavia amoena
- Genus: Tlephusa
  - Tlephusa cincinna
- Genus: Townsendiellomyia
  - Townsendiellomyia nidicola
- Genus: Triarthria
  - Triarthria setipennis
- Genus: Trichopoda
  - Trichopoda pennipes
- Genus: Trixa
  - Trixa caerulescens
  - Trixa conspersa
- Genus: Vibrissina
  - Vibrissina debilitata
  - Vibrissina turrita
- Genus: Voria
  - Voria ruralis
- Genus: Wagneria
  - Wagneria gagatea
- Genus: Weberia
  - Weberia digramma
- Genus: Winthemia
  - Winthemia bohemani
  - Winthemia cruentata
  - Winthemia erythrura
  - Winthemia quadripustulata
  - Winthemia speciosa
  - Winthemia variegata
- Genus: Zaira
  - Zaira cinerea
- Genus: Zenillia
  - Zenillia dolosa
  - Zenillia libatrix
- Genus: Zophomyia
  - Zophomyia temula